# Julius Erbslöh II.

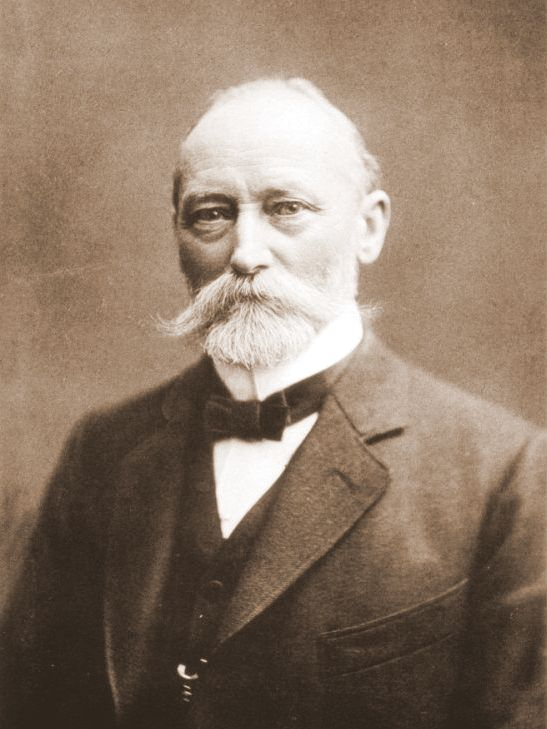
Julius Erbslöh II. um 1900

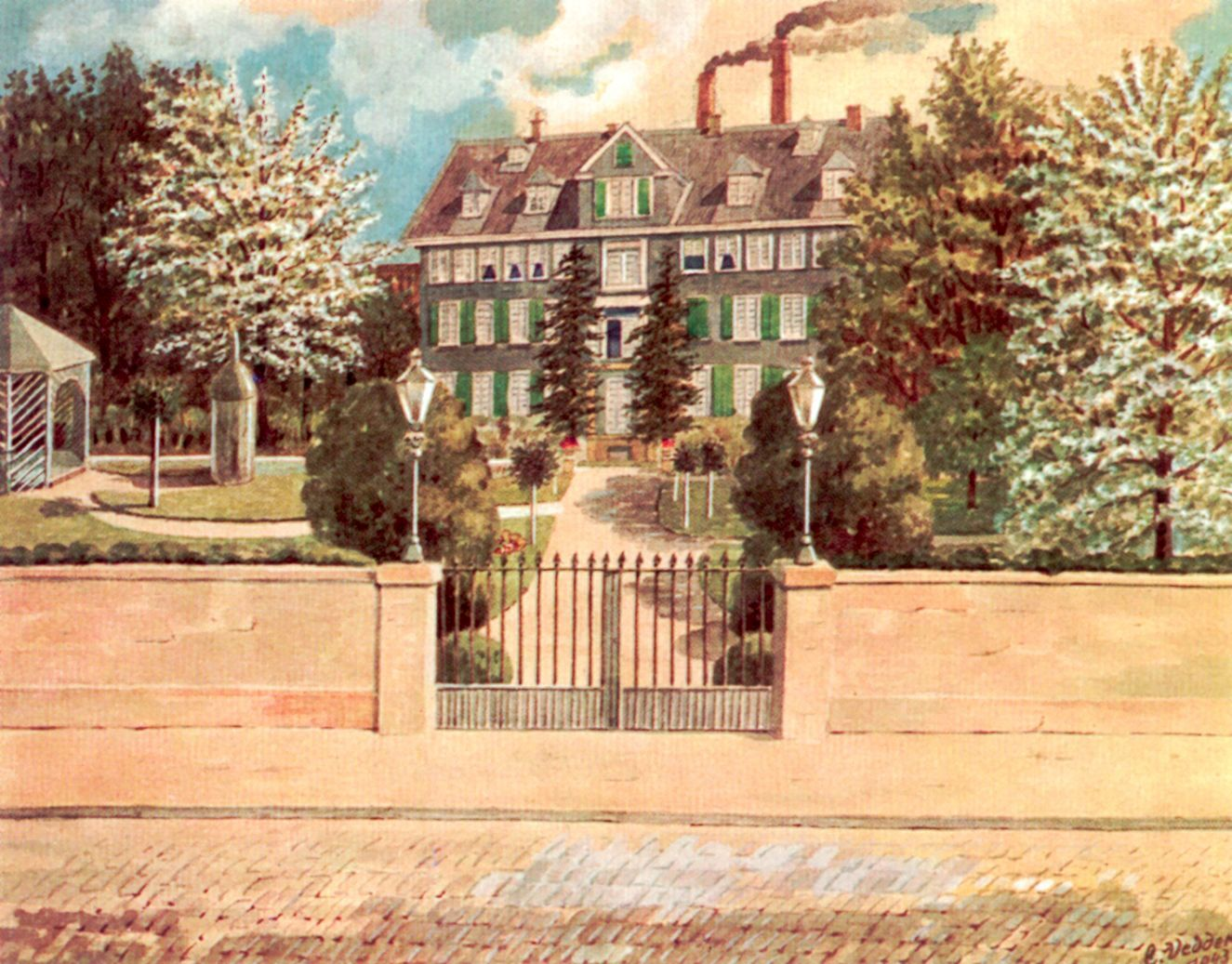
Elternhaus des Julius Erbslöh in Barmen-Wupperfeld (heute: Wuppertal), C. Vedder 1843

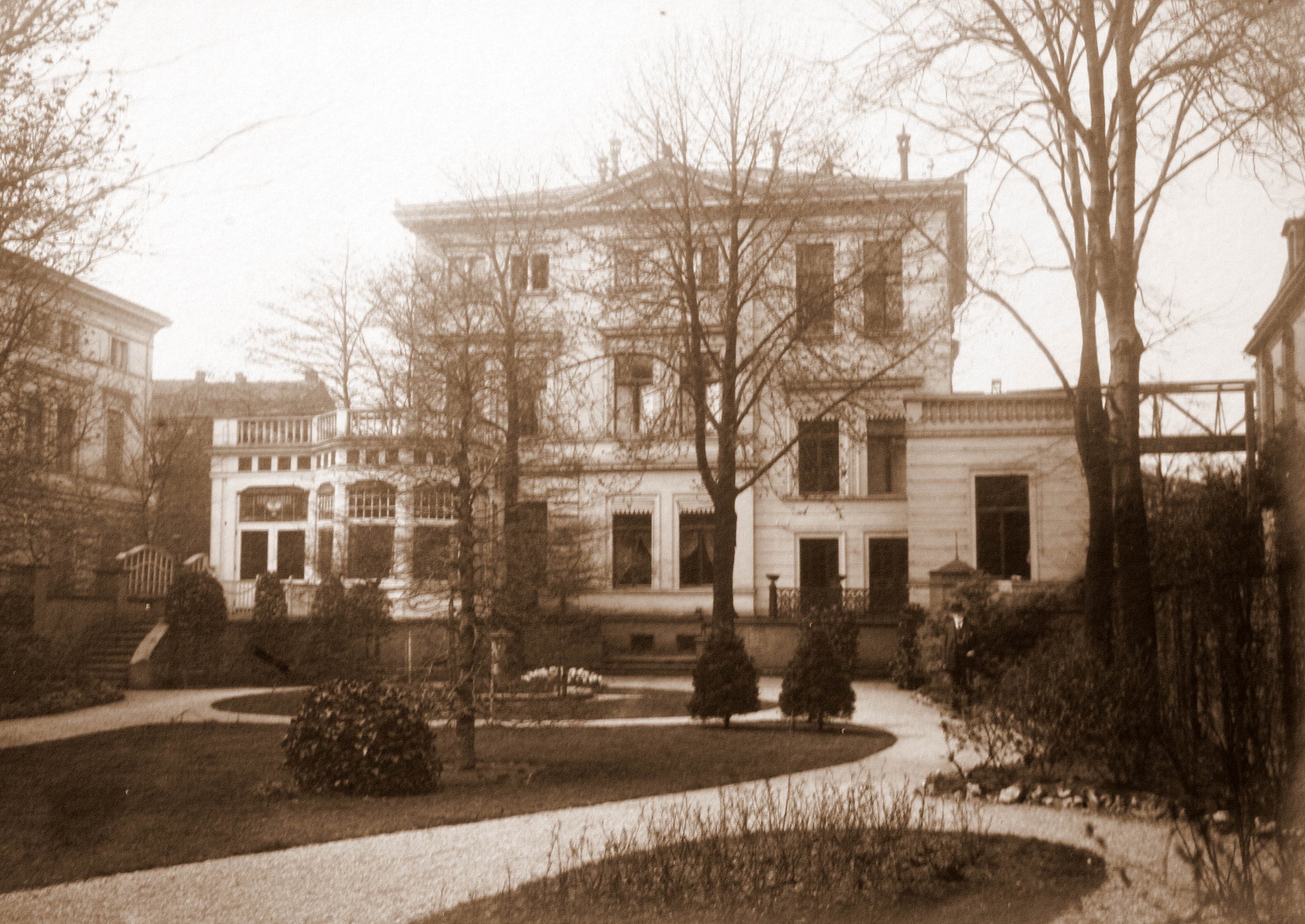
Das im Zweiten Weltkrieg zerstörte Wohnhaus von Julius und Laura Erbslöh in Barmen-Wupperfeld, Uferstraße 16

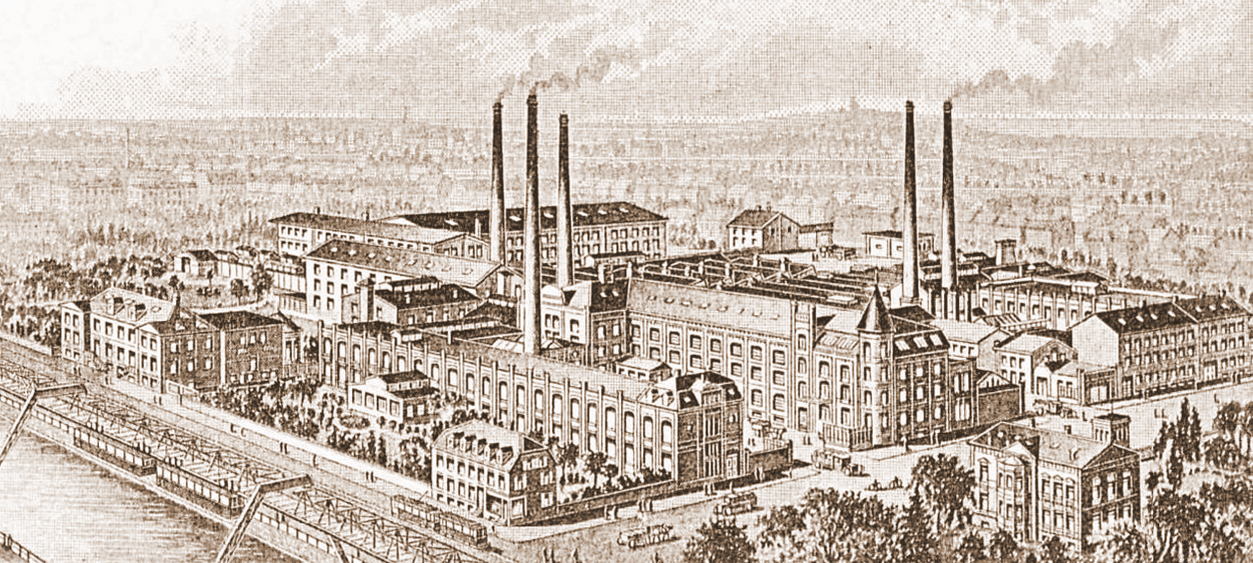
Stammwerk der Firma Julius und August Erbslöh an der Berliner Straße in Barmen-Wupperfeld, um 1900

Julius Erbslöh II. (* 12. Dezember 1842 in Barmen (heute Stadtteil von Wuppertal); † 31. März 1929 ebenda) war ein deutscher Fabrikant und Großkaufmann, Kgl.-Preußischer Geheimer Kommerzienrat, Mäzen in Barmen und Abgeordneter des Rheinischen Provinziallandtags.

## Leben

### Herkunft, Ausbildung und Beruf
Julius Erbslöh wurde in eine bergische Fabrikanten- und Kaufmannsfamilie hineingeboren. Sein Vater, Julius Erbslöh I., war 1842 Mitbegründer der später als Julius und August Erbslöh bezeichneten Barmer Firma, die sich ursprünglich auf die Fabrikation sogenannter „plattierter Bleche“, d. h. Edelmetalle wie Gold, Silber und Platin auf Kupfer, spezialisiert hatte und in den darauffolgenden Jahren stark expandierte.
Julius absolvierte die höhere Schule in Barmen und erhielt im Anschluss hieran eine gründliche kaufmännische Ausbildung in einem großen westfälischen Werk. Zur Erweiterung seiner Kenntnisse hielt er sich anschließend in England auf und kehrte 1864 nach Barmen zurück, um in die väterliche Fabrik einzutreten. Im Jahre 1870 wurde er als Teilhaber aufgenommen und stand bis zu seinem Tode an der Spitze des Unternehmens, das 1889 als eines der ersten Unternehmen in Deutschland – wenn nicht als erstes überhaupt –, die Verarbeitung des damals neuen Werkstoffes Aluminium im industriellen Maßstab aufnahm und 1911 mit der Einführung einer hydraulischen Presse mit einer Presskraft von 1000 Tonnen die Entwicklung des Unternehmens zu einem der bedeutendsten Hersteller von Aluminiumprofilen einleitete. Zudem war er als Aufsichtsratsmitglied in verschiedenen Gesellschaften tätig und ab 1905 Mitglied der Handelskammer zu Barmen.

### Öffentliches Wirken
Neben seiner beruflichen Tätigkeit wirkte Julius Erbslöh über fünfzig Jahre lang ehrenamtlich in städtischen, kirchlichen und politischen Gremien mit und trat als Förderer und Mäzen innerhalb der Wupperfelder evangelisch-lutherischen Kirchengemeinde in Barmen hervor, innerhalb derer er auch als Presbyter, Kirchmeister und zuletzt als Ehrenpresbyter tätig war. Von 1875 bis 1893 war er Bezirksvorsteher, ab 1881 Gemeindevertreter und von 1892 bis 1919 Stadtverordneter der Stadt Barmen. 1907 wurde er in den Rheinischen Provinzial-Landtag gewählt, in dem er bis 1918 als Abgeordneter tätig war. Julius Erbslöh war von 1902 bis 1919 Mitglied des Vorstandes und von 1917 bis 1919 Vorstandsvorsitzender der Sektion Barmen des Deutschen und Österreichischen Alpenvereins (DuOeAV). Außerdem versah er von 1896 bis 1919 das Amt des zunächst stellvertretenden, danach des 1. Vorsitzenden des städtischen Wohlfahrtamtes, ab 1919 als Ehrenvorsitzender. Ebenso war er Vorsitzender des auf verschiedenen sozialen Gebieten tätigen Barmer Vereins für Gemeinwohl. In Anerkennung seiner kommerziellen Verdienste wurde Erbslöh zunächst zum Königlich-Preußischen Kommerzienrat und 1917 zum Geheimen Kgl.-Preuß. Kommerzienrat ernannt.

### Verwandtschaftliche Beziehungen
Der Eisenacher Firmengründer und Kommerzienrat Albert Erbslöh war sein Bruder, der Maler Adolf Erbslöh, der Radarpionier Paul-Günther Erbslöh sowie der Unternehmer Siegfried Erbslöh waren seine Neffen. Ferner war er ein Onkel zweiten Grades des Luftfahrtpioniers Oskar Erbslöh und ein Großonkel des Neurologen Friedrich Erbslöh. Der Flugpionier Oscar Wittenstein war ein Neffe seiner Ehefrau.

### Privates
Am 27. Juni 1872 vermählte sich Julius Erbslöh mit Anna Maria Laura Wittenstein (1853–1938). Aus dieser Ehe gingen vier Kinder hervor. 1913 wird sein Vermögen mit 4–5 Millionen Mark angegeben. Er verstarb im Alter von 86 Jahren an einer Lungenentzündung. Im Duktus der Zeit verabschiedete sich das Presbyterium Barmen-Wupperfeld von dem Verstorbenen: „Fast durch ein halbes Jahrhundert hat er unserer Gemeinde in unermüdlicher Treue mit dem tiefen Ernst seiner glaubensfesten Persönlichkeit, mit den reichen Gaben seines klaren, weitschauenden Geistes mit immer neuer Arbeits- und Opferwilligkeit gedient, ein Vorbild tatfreudigen, selbstlosen Christentums für viele. In tiefer Verehrung und warmer Dankbarkeit werden wir sein Andenken in unserer Mitte bewahren“.